# Saint-Hilarion (Québec)
Pour les articles homonymes, voir Saint-Hilarion.
Saint-Hilarion est une municipalité de paroisse de la région de Charlevoix qui occupe le secteur nord de la municipalité régionale de comté de Charlevoix, à 10 km au nord des Éboulements, dans la région administrative de la Capitale-Nationale, au Québec, au Canada.

## Toponymie
Comme les hivers saint-hilarioniens étaient hâtifs et rigoureux, on estime que le choix du nom de Saint Hilarion, moine très austère du début de la chrétienté, s'est imposé. Né à Tabatha, en Palestine, vers 291, il devait mourir vers 371. On retrouve dans le nord de l'île de Chypre une église byzantine du Xe siècle qui porte le nom de Saint-Hilarion. Ce site ancien extraordinaire comporte les ruines d'un château établi autour d'un ermitage jadis important.

## Histoire
La colonisation de l'endroit débute en 1830 avec l'arrivée des premiers défricheurs venus des Éboulements. Dès 1864, on érige tant civilement que canoniquement la paroisse de Saint-Hilarion-de-Settrington, qui donnera naissance à la municipalité du canton de Settrington en 1855, devenue municipalité de la paroisse de Saint-Hilarion en 1956. Le bureau de poste, ouvert en 1860, prend aussi le nom du canton proclamé en 1822, tiré de celui d'un village du Yorkshire anglais. En 1892, il recevra son appellation actuelle, identique à celle de la municipalité.

## Géographie
Quelques lacs comme le lac aux Bois-Verts et le lac à la Mine parsèment le territoire. Insérée au cœur de l'arrière-pays, à 400 m d'altitude, Saint-Hilarion voit son paysage marqué par l'église bâtie sur une colline qui domine la campagne environnante, nantie de plusieurs fermes d'importance.

### Hydrographie
À partir de son crénon, dans le sud-ouest de la municipalité, la rivière Jean-Noël coule vers le sud-est puis traverse brièvement le sud-est.
À partir du lac à Marcel-Audet, dans le nord, la rivière à la Loutre coule vers le nord.
À partir du lac aux Bois Verts, dans l'est, la rivière du Premier Rang coule vers le sud.
La rivière de Chicago traverse la pointe nord-est de la municipalité vers le nord-ouest.

### Géologie
La municipalité de Saint-Hilarion repose à une dizaine de kilomètres du centre de l'astroblème de Charlevoix, découvert en 1968 et qui, en 2009, est considéré comme le treizième cratère le plus grand identifié sur Terre. (La municipalité des Éboulements en étant le centre). Son sol, comme dans plusieurs municipalités de Charlevoix, est gorgé d'impactite, matière rocheuse que l'on retrouve sur le site d'un impact météorique. Une météorite d'un diamètre de 2 kilomètres a frappé Charlevoix il y a 350 millions d'années, créant un cratère de 56 kilomètres de diamètre et fissurant la croûte terrestre (faille de Charlevoix-Kamouraska). La région de Charlevoix est reconnue pour son activité séismique régulière, même si les secousses ne sont pas toujours ressenties. L'on y dénombre une secousse aux deux jours, de très faible magnitude.
Tremblements de terre importants ressentis à Saint-Hilarion:
- 1534, (IX sur l'échelle de Mercalli),
- 1663, (IX sur l'échelle de Mercalli),
- 1791, (VIII sur l'échelle de Mercalli),
- 1870, (IX sur l'échelle de Mercalli),
- 1925, (6,2 sur l'échelle de Richter),
- 1988, (5,9 sur l'échelle de Richter).

## Démographie
| 1996  | 2001  | 2006  | 2011  | 2016  | 2021  |
| ----- | ----- | ----- | ----- | ----- | ----- |
| 1 215 | 1 148 | 1 191 | 1 181 | 1 127 | 1 146 |

## Administration
Les élections municipales se font en bloc pour le maire et les six conseillers.
| Saint-Hilarion Maires depuis 2001                                                                                    |                    |         |          |
| Élection | Maire              | Qualité | Résultat |
| 2001 | Rosaire Lavoie     |         | Voir     |
| 2005 | Rénald Marier      |         | Voir     |
| 2009 | Rosaire Lavoie (2) |         | Voir     |
| 2013 | Rénald Marier (2)  |         | Voir     |
| 2017 | Patrick Lavoie     |         | Voir     |
| 2021 | Patrick Lavoie     | Voir    |          |
| Élection partielle en italique Depuis 2005, les élections sont simultanées dans toutes les municipalités québécoises |                    |         |          |

## Personnalités
Le plus célèbre fils de Saint-Hilarion demeure le journaliste Olivar Asselin (1874-1937) qui a notamment participé à la fondation du journal Le Devoir en 1910.

## Annexex